# Harold James Murray
Harold James Ruthven Murray (Londra, 24 giugno 1868 – Londra, 16 maggio 1955) è stato uno scrittore e educatore britannico, noto soprattutto come storico degli scacchi.

## Biografia
Figlio di Sir James Murray, primo editore dell'Oxford English Dictionary, si laureò in matematica al Balliol College di Oxford nel 1890. Diventò poi insegnante al Queen's College di Taunton, dove imparò a giocare a scacchi, e assistente preside della Grammar School di Carlisle. Nel 1896 diventò preside della Grammar School di Ormskirk nel Lancashire e nel 1897 si sposò con Kate Maitland Crosthwaite. Nel 1901 fu nominato ispettore scolastico e nel 1928 fu eletto membro del Board of Education del Regno Unito.

## Opere
Nel 1913 Murray pubblicò A History of Chess (Londra, Oxford University Press), considerata l'opera più completa e accurata sulla storia del gioco degli scacchi. In essa propose per primo la teoria che gli scacchi ebbero origine in India, oggi accettata come la più probabile. Fu incoraggiato a scrivere quest'opera nel 1897 dal barone Tassilo von der Lasa, che aveva appena completato una storia degli scacchi in Europa. Per la stesura dell'opera (oltre 900 pagine) Murray si avvalse della consultazione della John C. White Library di Cleveland, la più grande libreria scacchistica del mondo, e della collezione dell'inglese J.W. Rimington Wilson.
L'opera ebbe poi altre due edizioni:
- A History of Chess, Benjamin Press, Northampton MA, 1985 – ISBN 0-936317-01-9
- A History of Chess, Skyhorse Publishing, New York, 2012 (ristampa dell'edizione del 1913) – ISBN 978-1-62087-062-4

Altre pubblicazioni:
- A History of Board Games other than Chess (1952)
- A Short History of Chess (opera postuma, iniziata da Murray e completata nel 1963 da Harry Golombek)

Altre opere non pubblicate di Murray, tra cui The Dilaram Arrangement, A History of Draughts e The Early History of the Knight's Tour, sono conservate nella libreria dell'Università di Oxford.